# شيكينيو
شيكينيو هو لاعب كرة قدم برتغالي في مركز الهجوم، ولد في 28 سبتمبر 1980 في لشبونة في البرتغال. لعب مع أونياو ليريا وسبورتينغ لشبونة ب وسبورتينغ لشبونة ونادي بانيتوليكوس ونادي تشافيس ونادي زانثي ونافال.